# Acanthopteroctetes tripunctata
Acanthopteroctetes tripunctata Braun, 1921 è un lepidottero appartenente alla famiglia Acanthopteroctetidae, endemico degli Stati Uniti d'America.

## Etimologia
L'epiteto specifico deriva dai termini latini trïa (tre) e punctum (macchiolina), con riferimento alle tre macchie visibili sull'ala anteriore del lepidottero.

## Descrizione
Si tratta di una piccola falena dall'aspetto apparentemente simile a quello di un micropterigide, oppure di un tineide.

### Adulto

#### Capo
Sono presenti robuste scaglie piliformi bruno-rossastre sulla capsula cranica. Gli occhi sono relativamente grandi e sporgenti lateralmente. Gli ocelli sono assenti come pure i chaetosemata, e le mandibole sono fortemente vestigiali, quasi assenti; il labrum è stretto e allungato; l'epifaringe è piccola, triangolare e membranosa; i lobi piliferi sono assenti; i palpi mascellari presentano cinque segmenti, il penultimo dei quali è il più lungo, mentre quelli labiali sono molto corti, bisegmentati e rivolti verso l'esterno, con un colore marroncino e sfumature dorate. Gli apici dei rami dorsali del tentorio sono fusi con la capsula cranica. La spirotromba è presente, ma appare corta (circa la metà della lunghezza dei palpi mascellari) e priva di muscoli interni.
Le antenne sono nerastre, con una lunghezza pari ai quattro-quinti della costa; sono filiformi e rivestite di piccolissime scaglie, un po' più chiare in prossimità della base. Lo scapo è leggermente ipertrofico e privo di pecten.

#### Torace
Le zampe sono brunastre; l'epifisi è assente, mentre gli speroni tibiali nel secondo paio di zampe sono singoli anziché doppi, e alquanto allungati.
L'accoppiamento alare è di tipo jugato, ed è presente l'apparato di connessione tra ala anteriore e metatorace (spinarea).
Le ali anteriori sono marroncine, strette e lanceolate, con la zona basale lievemente più pallida e lievi riflessi dorati e porpora; 2A e 3A sono separate e distinte fino al margine; Cu e 1A sono coalescenti alla base; Cu1 e Cu2 corrono distanti l'una dall'altra; M è unita con R4+Rs; Sc non è ramificata e rivela una sorta di sperone basale, mentre è presente la nervatura omerale. La cellula discale è stretta e allungata. Si notano una macchia giallina nella zona discale, a un terzo della lunghezza dell'ala, e altre due macchie dello stesso colore a tre quinti della lunghezza, una prossimale alla costa e l'altra in posizione più caudale.
L'ala posteriore è pure lanceolata, un po' più scura e arrotondata di quella anteriore, priva di frenulum ma provvista di una serie di spinule costali; la venulazione è affine a quella dell'ala anteriore, tranne per l'anastomosi di 1A e 2A in prossimità della base, per l'assenza della nervatura trasversale tra Cu1 e M3+4, e per il fatto che R1 qui non è ramificata.
L'apertura alare è di circa 11 mm.

#### Addome
L'addome è marrone scuro, con una linea mediana più chiara.
Il margine anteriore del II sternite addominale appare completamente disgiunto dal resto dello stesso sclerite, e associato al I sternite.
L'apparato riproduttore maschile è caratterizzato dalla presenza di transtilla molto sviluppati, ossia processi laterali delle valve. L'uncus è lievemente bifido. Tegumen e vinculum sono allargati e fusi a formare una sorta di breve cilindro; il margine caudale del vinculum risulta concavo e i socii sono assenti, mentre la juxta è solo lievemente sclerificata e assume la forma di una sottile piastra allungata. L'edeago presenta una vesica membranosa, provvista di cornuti laterali.
Nel genitale femminile, le pareti dell'ostium bursae, qui alquanto ridotto, del ductus bursae e della bursa copulatrix sono inspessite e sclerificate. L'ovopositore è modificato in maniera tale da permettere l'inserimento delle uova all'interno dei tessuti fogliari della pianta ospite.

### Larva
La larva di questa specie non è stata ancora descritta.

### Pupa
La pupa di questa specie non è stata ancora descritta.

## Biologia

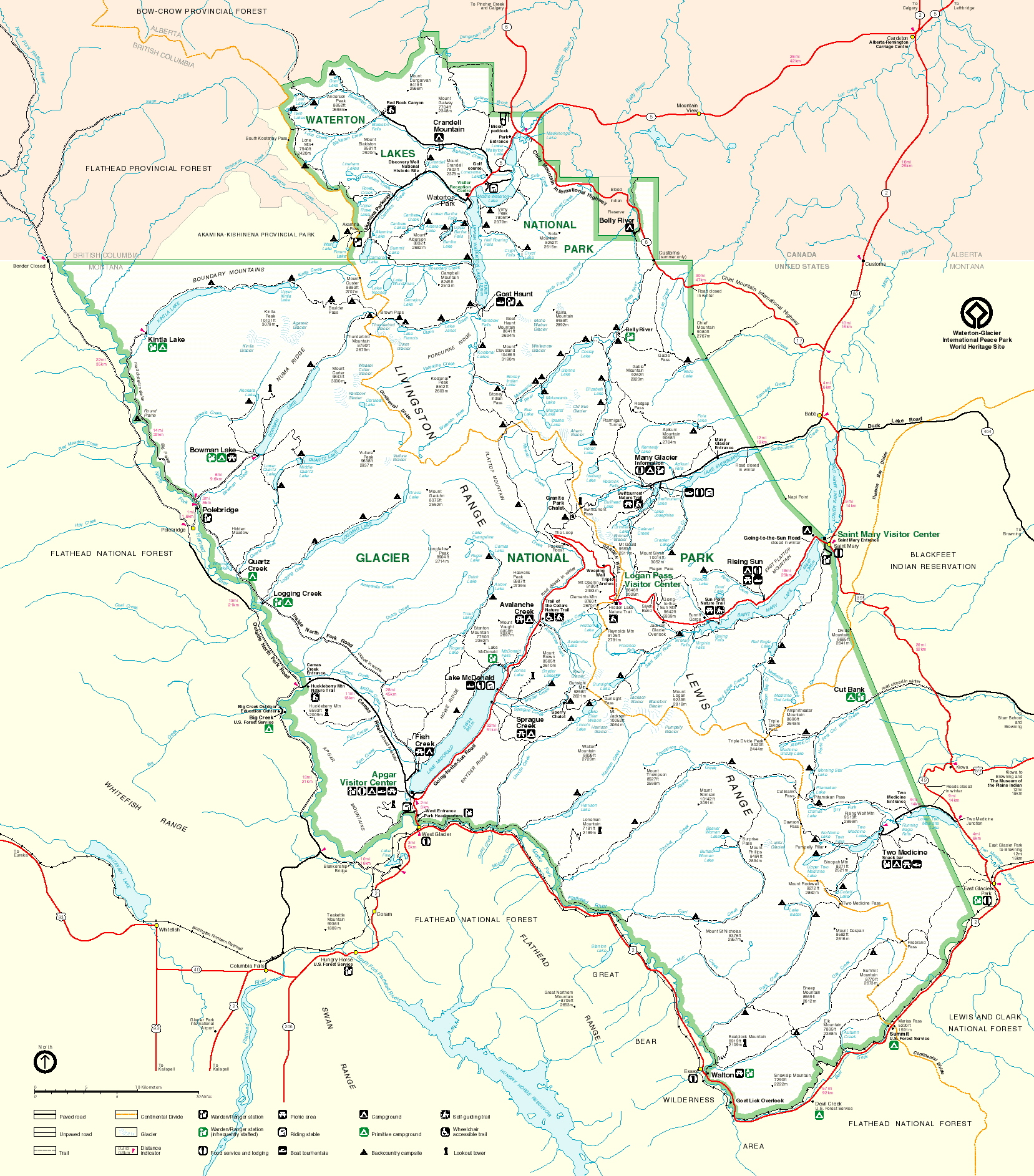
Mappa del Glacier National Park

La biologia di questa specie non è stata ancora completamente descritta. Gli adulti volano in luglio e presumibilmente la specie è univoltina.

## Distribuzione e habitat
La specie rappresenta un endemismo dello Stato del Montana (USA), essendo stata rinvenuta esclusivamente nel Glacier National Park.

## Tassonomia
Acanthopteroctetes tripunctata Braun, 1921 - Proc. Acad. Nat. Sci. Phil. 73 (1):  23. - locus typicus: Canyon Creek (1.676 m s.l.m.), Glacier National Park, Montana - Diffusa soltanto nel Glacier National Park

### Sottospecie
Non sono stati individuate sottospecie.

### Sinonimi
È noto un solo sinonimo, frutto di errore ortografico:
- Acanthopteroctetes tripunctella [sic] Davis, 1969  - J. Lepid. Soc. 23:  142 (PDF) (archiviato dall'url originale il 9 agosto 2011).[3]  - locus typicus: Canyon Creek (1.676 m s.l.m.), Glacier National Park, Montana

## Conservazione
La specie non è inserita nella Lista rossa IUCN.

### Pubblicazioni
- (EN) Braun, A. F., Two weeks collecting in Glacier National Park (PDF), in Proceedings of the Academy of Natural Sciences of Philadelphia, vol. 73, n. 1, 1921,  pp.  1.-23, 1 ill., ISSN 0097-3157 (WC · ACNP), OCLC 263597067.
- (EN) Davis, D. R., A review of the genus Acanthopteroctetes with description of a new species (Eriocraniidae) (PDF), in Journal of the Lepidopterists' Society, vol. 23, n. 3, 1969,  pp. 137–147, ISSN 0024-0966 (WC · ACNP), OCLC 7654420 (archiviato dall'url originale il 9 agosto 2011).
- (EN) Davis, D. R., A revision of the North American moths of the superfamily Eriocranioidea with the proposal of a new family, Acanthopteroctetidae (Lepidoptera) (PDF), in Smithsonian Contributions to Zoology, vol. 251, Washington, Smithsonian Institution Press, 1978,  pp. 131, 344 figs, DOI:10.5479/si.00810282.251, ISSN 0081-0282 (WC · ACNP), LCCN 77024967, OCLC 8653798.
- (EN) Davis, D. R., A new Acanthopteroctetes from the Northwestern United States (Acanthopteroctetidae) (PDF) [collegamento interrotto], in Journal of the Lepidopterists' Society, vol. 38, n. 1, New Haven, Connecticut, 1984,  pp. 47–50, ISSN 0024-0966 (WC · ACNP), OCLC 7654420.
- (EN) Dugdale, J. S., Female Genital Configuration in the Classification of Lepidoptera (PDF), in New Zealand Journal of Zoology, vol. 1, n. 2, Wellington, 1974,  pp. 127–146, DOI:10.1080/03014223.1974.9517821, ISSN 1175-8821 (WC · ACNP), OCLC 60524666.
- (EN) Dupont, S., Early leaf miners and the ground plan of the lepidopteran larval trunk: Caterpillar morphology of the basal moths Heterobathmia, Eriocrania, and Acanthopteroctetes (PDF), in Journal of Morphology, vol. 274, n. 11, Wiley Online Library, novembre 2013,  pp. 1239–1262, DOI:10.1002/jmor.20176, ISSN 0362-2525 (WC · ACNP), PMID 23907846. URL consultato l'11 dicembre 2016.
- (EN) Keifer, H. H., California Microlepidoptera, in The Pan-Pacific Entomologist, vol. 3, n. 3, San Francisco, Pacific Coast Entomological Society, 1927,  pp. 136–138, ISSN 0031-0603 (WC · ACNP), OCLC 302366370.
- (EN) Kristensen, N. P., The Morphological and Functional Evolution of the Mouthparts in Adult Lepidoptera (abstract), in Opuscula Entomologica, vol. 33, Lund, Entomologiska sällskapet, 1968a,  pp. 69–72, ISSN 0375-0205 (WC · ACNP), LCCN 70020995, OCLC 1761351.
- (EN) Kristensen, N. P., The Anatomy of the Head and the Alimentary Canal of Adult Eriocraniidae (Lep., Dacnonypha), in Entomologiske Meddelelser, vol. 36, Copenaghen, Entomologisk Forening, 1968b,  pp. 239–315, ISSN 0013-8851 (WC · ACNP), OCLC 1568046.
- (EN) Kristensen, N. P., Morphological Observations on the Wing Scales in Some Primitive Lepidoptera (Insecta) (abstract), in Journal Ultrastructure Research, vol. 30, n. 3-4, New York, Academic Press, febbraio 1970,  pp. 402–410, DOI:10.1016/S0022-5320(70)80071-5, ISSN 0022-5320 (WC · ACNP), OCLC 1680952.
- (EN) Kristensen, N. P., Morphology and phylogeny of the lowest Lepidoptera-Glossata: Recent progress and unforeseen problems (PDF), in Bulletin of the Sugadaira Montane Research Centre, vol. 11, University of Tsukuba, 1991,  pp. 105–106, ISSN 09136800 (WC · ACNP), OCLC 747190906.
- (EN) Kristensen, N. P., Rota, J. and Fischer, S., Notable plesiomorphies and notable specializations: head structure of the primitive "tongue moth" Acanthopteroctetes unifascia (Lepidoptera: Acanthopteroctetidae) (abstract), in Journal of Morphology, vol. 275, n. 2, Philadelphia, Pa, Wiley-Liss, febbraio 2014,  pp. 153–172, DOI:10.1002/jmor.20205, ISSN 0362-2525 (WC · ACNP), OCLC 2200304, PMID 24127297.
- (EN) Kristensen, N. P., Scoble, M. J. & Karsholt, O., Lepidoptera phylogeny and systematics: the state of inventorying moth and butterfly diversity (PDF), in Zootaxa, vol. 1668, Auckland, Nuova Zelanda, Magnolia Press, 21 dicembre 2007,  pp. 699–747, ISSN 1175-5326 (WC · ACNP), OCLC 838570989.
- (EN) McDunnough, J., Check list of the Lepidoptera of Canada and the United States of America - part 2, Microlepidoptera (abstract), in Memoirs of the Southern California Academy of Sciences, vol. 2, n. 1, Los Angeles, The Academy, 1939,  p. 171, ISBN 9781258541552, ISSN 0097-2622 (WC · ACNP), LCCN sf89010465, OCLC 413241.
- (EN) Minet, J., Tentative reconstruction of the ditrysian phylogeny (Lepidoptera: Glossata) (abstract), in Insect systematics & evolution, vol. 22, n. 1, Stenstrup, Danimarca, Brill, 1991,  pp. 69–95, DOI:10.1163/187631291x00327, ISSN 1399-560X (WC · ACNP), OCLC 858835362.
- (FR) Minet, J., Un nom d'infra-ordre pour les Acanthopteroctetidae (Lepidoptera) (abstract), in Bulletin de la Société entomologique de France, vol. 107, n. 3, Parigi, 2002,  p. 222, ISSN 0037-928X (WC · ACNP), OCLC 72855086. URL consultato l'11 dicembre 2016 (archiviato dall'url originale il 26 ottobre 2014).
- (EN) Nieukerken, E. J. van, Kaila, L., Kitching, I. J., Kristensen, N. P., Lees, D. C., Minet, J., Mitter, C., Mutanen, M., Regier, J. C., Simonsen, T. J., Wahlberg, N., Yen, S.-H., Zahiri, R., Adamski, D., Baixeras, J., Bartsch, D., Bengtsson, B. Å., Brown, J. W., Bucheli, S. R., Davis, D. R., De Prins, J., De Prins, W., Epstein, M. E., Gentili-Poole, P., Gielis, C., Hättenschwiler, P., Hausmann, A., Holloway, J. D., Kallies, A., Karsholt, O., Kawahara, A. Y., Koster, S. (J. C.), Kozlov, M. V., Lafontaine, J. D., Lamas, G., Landry, J.-F., Lee, S., Nuss, M., Park, K.-T., Penz, C., Rota, J., Schintlmeister, A., Schmidt, B. C., Sohn, J.-C., Solis, M. A., Tarmann, G. M., Warren, A. D., Weller, S., Yakovlev, R. V., Zolotuhin, V. V., Zwick, A., Order Lepidoptera Linnaeus, 1758. In: Zhang, Z.-Q. (Ed.) Animal biodiversity: An outline of higher-level classification and survey of taxonomic richness (PDF), in Zootaxa, vol. 3148, Auckland, Nuova Zelanda, Magnolia Press, 23 dicembre 2011,  pp. 212–221, ISSN 1175-5334 (WC · ACNP), OCLC 971985940.
- (EN) Philpott, A., The maxillae in the Lepidoptera (PDF), in Transactions of the New Zealand Institute, vol. 57, Wellington, Royal Society of New Zealand, 22 febbraio 1927,  pp. 721–746, ISSN 1176-6158 (WC · ACNP), OCLC 84073801.
- (EN) Philpott, A., Notes on the Female Genitalia in the Micropterygoidea (abstract), in Transactions of the Royal Entomological Society of London, vol. 1927, n. 2, Londra, dicembre 1927,  pp. 319–323, plate 27, DOI:10.1111/j.1365-2311.1927.tb00078.x, ISSN 0035-8894 (WC · ACNP), OCLC 3781625.
- (EN) Tillyard, R. J., On the Mouthparts of the Micropterygoidea (Order Lepidoptera), in Transactions of the Entomological Society of London, vol. 1923, Londra, 1923,  pp. 181–206, ISSN 2053-2520 (WC · ACNP), OCLC 2334186.

### Testi
- (EN) Capinera, J. L. (Ed.), Encyclopedia of Entomology, 3 voll., 2ª edizione, Dordrecht, Springer Science+Business Media B.V., 2008,  pp. lxiii, 4346, ISBN 978-1-4020-6242-1, LCCN 2008930112, OCLC 837039413.
- (EN) Fletcher, T. B., A list of the generic names used for Microlepidoptera, collana Memoirs of the Department of agriculture in India. Entomological series, vol. 11, Calcutta, Government of Inda central publication branch, 1929,  pp. ix + 246, ISBN non esistente, OCLC 4545236.
- (EN) Grimaldi, D. A.; Engel, M. S., Evolution of the insects, Cambridge [U.K.]; New York, Cambridge University Press, maggio 2005,  pp. xv + 755, ISBN 978-0-521-82149-0, LCCN 2004054605, OCLC 56057971.
- (EN) Hering, E. M., Biology of the Leaf Miners, s'-Gravenhage, W. Junk, 1951,  pp. iv + 420, ISBN 978-94-015-7198-2, LCCN 52001318, OCLC 1651676.
- (EN) Hodges, R. W. et al. (Eds), Check list of the Lepidoptera of America north of Mexico: including Greenland, Londra / Washington, D.C., E.W. Classey / Wedge Entomological Research Foundation, giugno 1983,  pp. xxiv + 284, ISBN 978-0-86096-016-4, LCCN no, OCLC 9748761.
- (EN) Holland, W. J., The moth book: a popular guide to a knowledge of the moths of North America, collana Nature library, vol. 7, New York, Doubleday, Page & company, 1908  [1903],  pp. xxiv + 479, DOI:10.5962/bhl.title.9393, ISBN non esistente, LCCN 03031233, OCLC 13868745.
- (EN) Kristensen, N. P. (Ed.), Handbuch der Zoologie / Handbook of Zoology, Band 4: Arthropoda - 2. Hälfte: Insecta - Lepidoptera, moths and butterflies, Kükenthal, W. (Ed.), Fischer, M. (Scientific Ed.), Teilband/Part 35: Volume 1: Evolution, systematics, and biogeography, ristampa 2013, Berlino, New York, Walter de Gruyter, 1999  [1998],  pp. x, 491, ISBN 978-3-11-015704-8, OCLC 174380917.
- (EN) McDunnough, J., Check list of the Lepidoptera of Canada and the United States of America, Part 2, Microlepidoptera, collana Memoirs of the Southern California Academy of Sciences, vol. 2, n. 1, Los Angeles, Southern California Academy of Sciences, 1939,  p. 171, ISBN 978-1-258-53466-0, LCCN 39006358, OCLC 277328441.
- (EN) Powell, J. A. & Opler, P. A., Moths of Western North America, Berkeley, California, University of California Press, maggio 2009,  pp. xiii, 369 pages, 132, ISBN 978-0-520-25197-7, LCCN 2008048605, OCLC 646846811.
- (EN) Scoble, M. J., The Lepidoptera: Form, Function and Diversity, seconda edizione, London, Oxford University Press & Natural History Museum, 2011  [1992],  pp. xi, 404, ISBN 978-0-19-854952-9, LCCN 92004297, OCLC 25282932.
- (EN) Smith, J. B., Check List of the Lepidoptera of Boreal America, Skinner, H. and Kearfott, W. D., Philadelphia, American Entomological Society, giugno 1903,  p. 136, DOI:10.5962/bhl.title.29467, ISBN 978-1-246-92669-9, OCLC 6452619.
- (EN) Stehr, F. W. (Ed.), Immature Insects, 2 volumi, seconda edizione, Dubuque, Iowa, Kendall/Hunt Pub. Co., 1991  [1987],  pp. ix, 754, ISBN 978-0-8403-3702-3, LCCN 85081922, OCLC 13784377.